# Hedwig Bleibtreu
Hedwig Bleibtreu (pronunciación en alemán: /ˈheːdvɪk ˈblaɪ̯ptʀɔɪ̯/ⓘ; 23 de diciembre de 1868 – 24 de enero de 1958) fue una actriz de cine y teatro austríaca. Apareció en más de treinta películas entre 1919 y 1952. Bleibtreu fue reconocida por las audiencias internacionales por su papel junto a la actriz Alida Valli en The Third Man (1949). Entre 1893 y 1956 formó parte regular del teatro Burgtheater en Viena. Hedwig Bleibtreu es la tía abuela de la actriz Monica Bleibtreu y bisabuela del actor Moritz Bleibtreu.

## Filmografía seleccionada

### Cine
| Año  | Título                                                       | Rol                                     | Notas                    |
| ---- | ------------------------------------------------------------ | --------------------------------------- | ------------------------ |
| 1919 | Die Herrin der Welt 1. Teil - Die Freundin des gelben Mannes |                                         |                          |
| 1919 | Die Herrin der Welt 4. Teil - König Macombe                  |                                         |                          |
| 1920 | Die Herrin der Welt 8. Teil - Die Rache der Maud Fergusson   |                                         |                          |
| 1924 | Die Kurtisane von Venedig                                    |                                         |                          |
| 1930 | Das Lied ist aus                                             | Frau von Treuberg / Die Dame / The Lady |                          |
| 1930 | Petit officier... Adieu!                                     | Abuela                                  |                          |
| 1931 | Tänzerinnen für Süd-Amerika gesucht                          | Madre de Inge                           |                          |
| 1932 | The Prince of Arcadia                                        | Die Ex-Fürstin Tante                    |                          |
| 1932 | Scampolo                                                     | Frau Schmid                             |                          |
| 1935 | Pygmalion                                                    | Mrs. Higgins                            |                          |
| 1935 | Es flüstert die Liebe                                        |                                         |                          |
| 1936 | The Girl Irene                                               | Großmutter                              |                          |
| 1937 | Such Great Foolishness                                       | Grafin Hoyer                            |                          |
| 1938 | The Gambler                                                  | Babuschka                               |                          |
| 1938 | Thirteen Chairs                                              | Oberschwester im Weisenhaus             |                          |
| 1938 | Das Leben kann so schön sein                                 | Sophie Klützner                         |                          |
| 1939 | Hotel Sacher                                                 | Frau Anna Sacher                        |                          |
| 1939 | Waldrausch                                                   | Frau Lutz                               |                          |
| 1939 | Maria Ilona                                                  | Erzherzogin Sophie                      |                          |
| 1940 | Der ungetreue Eckehart                                       | Valerie                                 |                          |
| 1940 | Alles Schwindel                                              | Mathilde                                |                          |
| 1940 | My Daughter Lives in Vienna                                  | Tante Ottilie Gerlach                   |                          |
| 1940 | Vienna Tales                                                 | Baronin Neudegg                         |                          |
| 1940 | Herzensfreud - Herzensleid                                   | Großmutter Verhagen                     |                          |
| 1940 | Wunschkonzert                                                | Frau Wagner                             |                          |
| 1940 | Fahrt ins Leben                                              | Großmutter Wagner                       |                          |
| 1941 | Dreimal Hochzeit                                             | Herzogin Tatjana                        |                          |
| 1941 | Aufruhr im Damenstift                                        | Äbtissin                                |                          |
| 1942 | Vienna Blood                                                 | Furstin Auersbach                       |                          |
| 1942 | Sommerliebe                                                  | Frau von Schramm                        |                          |
| 1943 | Women Are No Angels                                          | Frau Orla                               |                          |
| 1943 | A Man for My Wife                                            | Großmutter Stollberg                    |                          |
| 1947 | Wiener Melodien                                              | Mafalda Cellini                         |                          |
| 1948 | Alles Lüge                                                   | Frau Plamershof                         |                          |
| 1948 | The Angel with the Trumpet                                   | Sophie Alt                              |                          |
| 1949 | Viennese Girls                                               | Lisi                                    |                          |
| 1949 | The Third Man                                                | Casera de Anna                          |                          |
| 1950 | Großstadtnacht                                               | Annis Tante                             |                          |
| 1952 | Gefangene Seele                                              |                                         |                          |
| 1952 | Hinter Klostermauern                                         |                                         | Última aparición en cine |